# Montigny-sur-Crécy
Montigny-sur-Crécy är en kommun i departementet Aisne i regionen Hauts-de-France i norra Frankrike. Kommunen ligger  i kantonen Crécy-sur-Serre som ligger i arrondissementet Laon. År 2022 hade Montigny-sur-Crécy 299 invånare.

## Befolkningsutveckling
Antalet invånare i kommunen Montigny-sur-Crécy
Referens: INSEE